# La Selve, Aisne

La Selve este o comună în departamentul Aisne din nordul Franței. În 1 ianuarie 2022 avea o populație de 198 de locuitori.